# Sula (langue)
Pour les articles homonymes, voir Sula.
Le sula est une langue austronésienne parlée en Indonésie, dans les Moluques. La langue appartient à la branche malayo-polynésienne des langues austronésiennes.

## Répartition géographique
Le sula est parlé dans les îles du même nom, ainsi que dans les îles de Sulabesi, Mangole et Buru.

## Classification
Le sula est une langue maluku central, un des sous-groupes du malayo-polynésien central.

## Vocabulaire
Exemples du vocabulaire de base du sula:
| français | ambelau | Prononciation |
| -------- | ------- | ------------- |
| maison   | uma     |               |
| œuf      | telu    |               |
| cochon   | fafi    |               |
| oreille  | taliŋa  |               |
| oiseau   | manu    |               |
| sept     | gapitu  |               |
| deux     | guu     |               |
| brûler   | donu    |               |

## Sources
- (en) Collins, James T., Preliminary Notes on Proto-West Central Maluku: Buru, Sula, Taliabo and Ambelau, Historical Linguistics in Indonesia, Part 1 (éditeur: Robert Blust), pp. 31-45, NUSA Linguistic Studies in Indonesian and Languages of Indonesia, Volume 10, Jakarta, Badan Penyelenggara Seri NUSA, 1981.